# آلبرت روبیدا
آلبرت روبیدا (به انگلیسی: Albert Robida) (۱۴ مه ۱۸۴۸ – ۱۱ اکتبر ۱۹۲۶) تصویرگر، کاریکاتوریست و رمان‌نویس فرانسوی بود. وی به مدت ۱۲ سال مجله La Caricature را ویرایش و منتشر کرد. در طول دهه ۱۸۸۰، او سه‌گانه تحسین شده‌ای از رمان‌های آینده نویسی نوشت. در دهه ۱۹۰۰ او ۵۲۰ تصویرگری برای سریال هفتگی Pierre Giffard La Guerre Infernale خلق کرد.

## اوایل زندگی
او در کومپین فرانسه متولد شد و پسر یک نجار بود. برای تبدیل شدن به دفتردار اسناد رسمی تحصیل کرد، اما بیشتر به کاریکاتور علاقه داشت. در سال ۱۸۶۶ به عنوان تصویرگر به ژورنال آموزانت پیوست. در سال ۱۸۸۰، با ژرژ دوکو، مجله خود را با نام La Caricature تأسیس کرد، که به مدت ۱۲ سال در آن ویرایش نمود. وی راهنماهای گردشگری، آثار تاریخ عامه و آثار کلاسیک ادبی را به تصویر کشید. شهرت وی پس از جنگ جهانی اول از بین رفت.

## نگارخانه

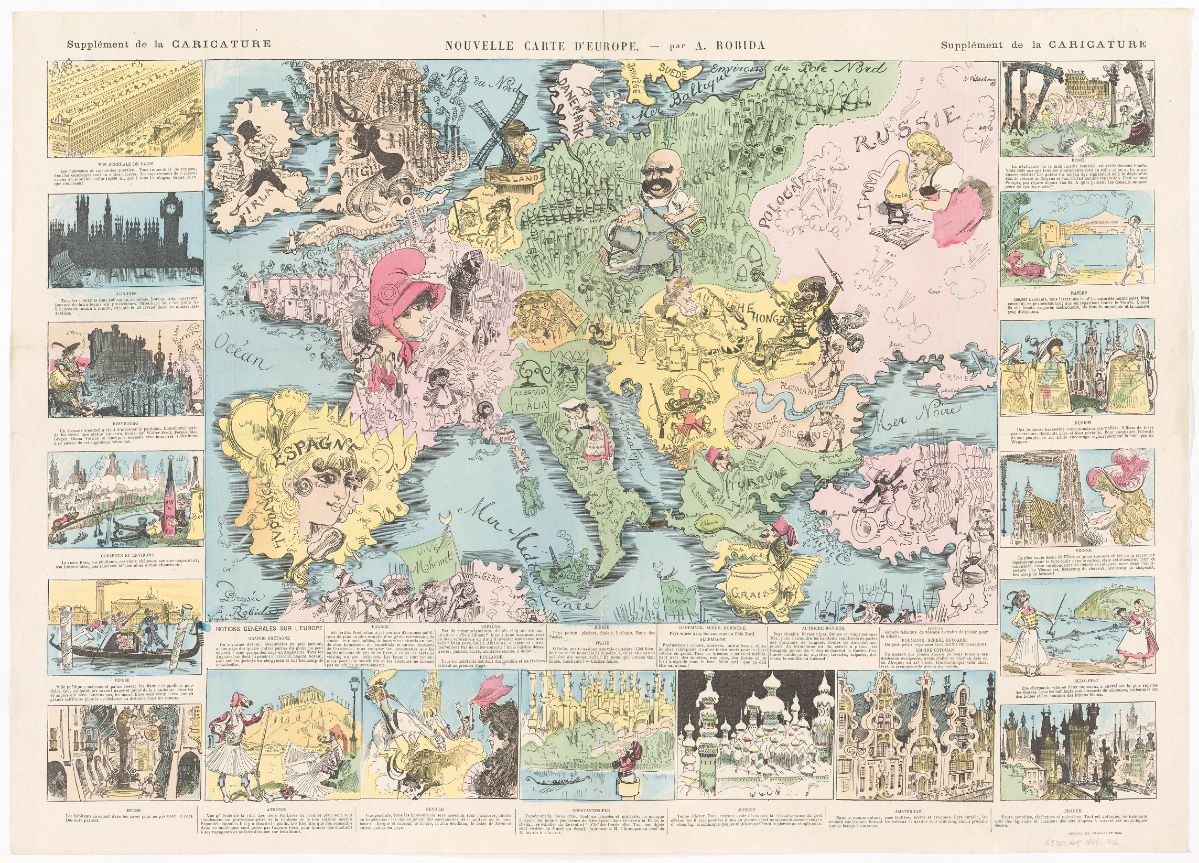
نقاشی که او ار نقشه اروپا کشید
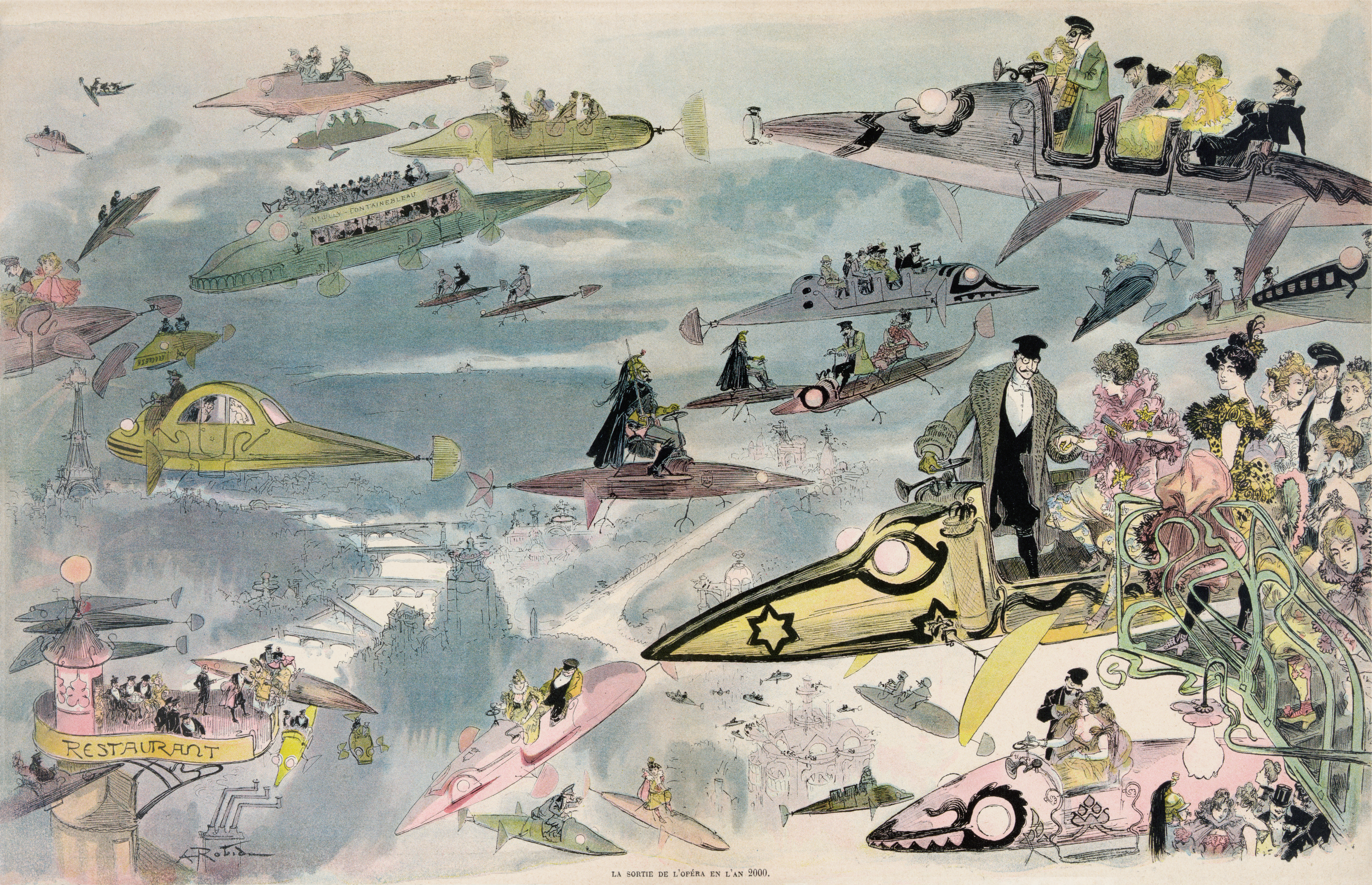
La Sortie de l'opéra en l'an 2000 (حدود ۱۹۰۲ ، ترمیم دیجیتالی)
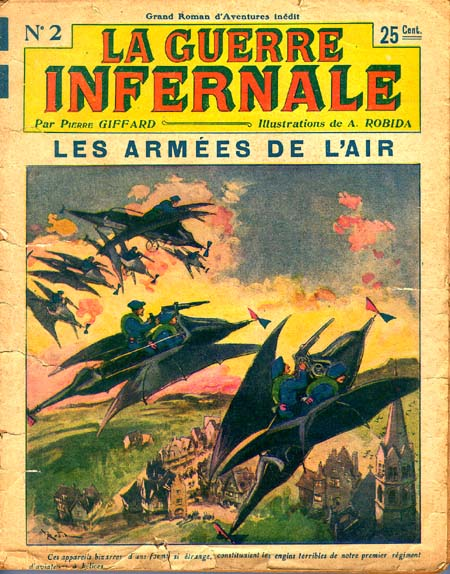
La Guerre Infernale ، قسمت ۲ ، ژانویه ۱۹۰۸
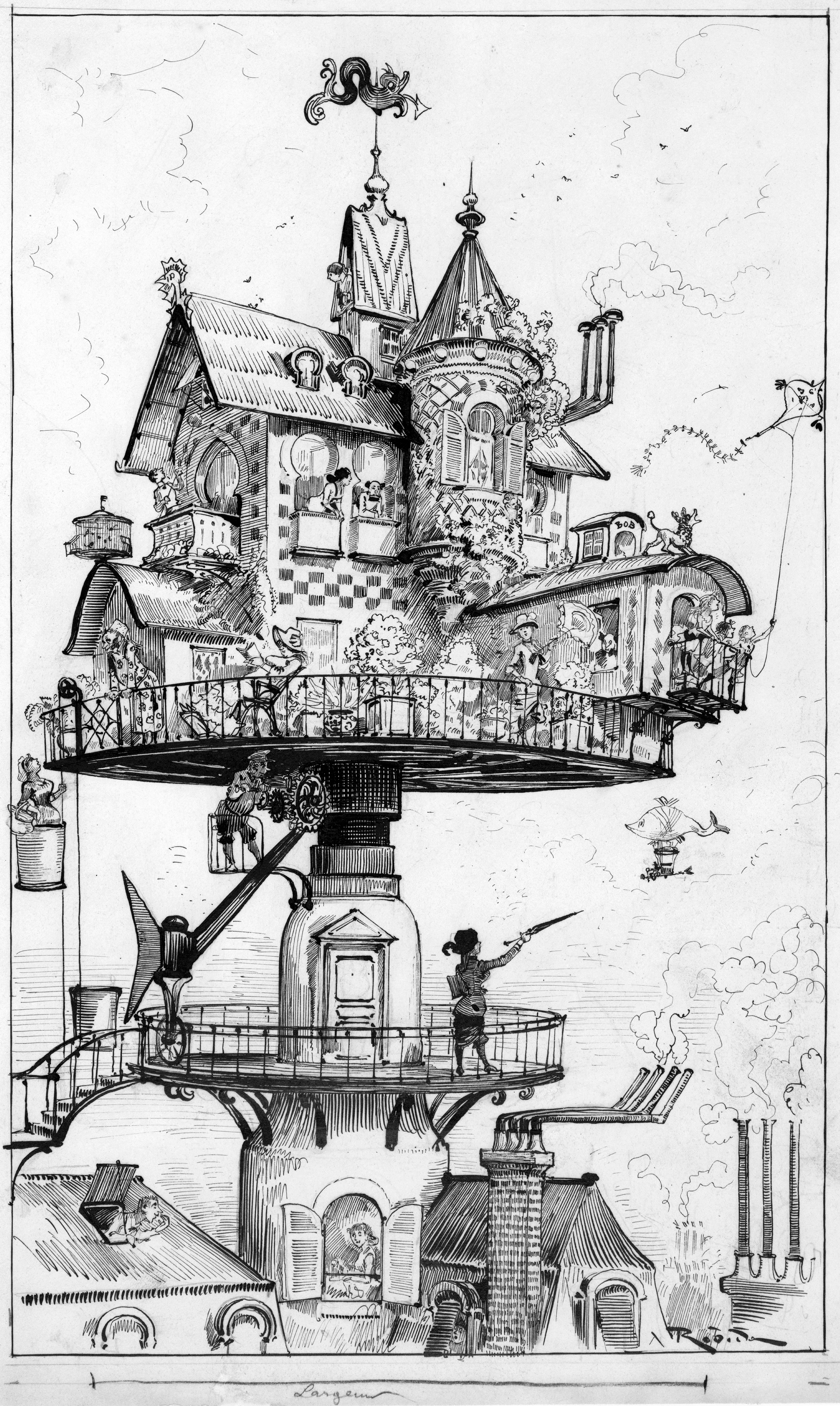
"Maison tournante aérienne" (خانه چرخان هوایی). یکی از نقاشی‌های رابیدا برای کتاب Le Vingtième Siècle ، برداشت قرن نوزدهم از زندگی در قرن بیستم. نقاشی زیر مرکب روی گرافیت ، ج. ۱۸۸۳ ، به صورت دیجیتالی بازیابی شد.